# Ситинский
Ситинский — посёлок в Харовском районе Вологодской области.
Входит в состав Харовского сельского поселения, с точки зрения административно-территориального деления — в Харовский сельсовет.
Расстояние до районного центра Харовска по автодороге — 6 км. Ближайшие населённые пункты — Бильгачево, Тимониха, Тюшковская, Хомок, Дор, Пашучиха.

## История
В 1966 г. указом президиума ВС РСФСР поселок льнозавода переименован в Ситинский.

## Население
| 2010 |
| ---- |
| 227  |